# デミョンサンム
デミョン・サンムは、かつて韓国に存在した男子アイスホッケーチーム。。本拠地は韓国のソウル木洞にある木洞アイスリンク。アジアリーグアイスホッケーに所属していた。

## 歴史
サンム（尚武）とは国軍体育部隊の別称であり、同部隊内にはいくつものスポーツチームがある。当チームはそのアイスホッケー部門である。2018年に開催が決定した平昌オリンピックに向けてアイスホッケーの強化を図るため韓国政府により2012年に設立され、リゾート関連事業のデミョングループ（大明グループ）がネーミングスポンサーとなった。管理・運営はサンムおよび韓国アイスホッケー協会が行う。アジアリーグアイスホッケーには2013-2014シーズンより参戦している。兵役期間の韓国代表クラスの有力選手が多数在籍しているが、軍チームのため外国籍選手は在籍していない。
2015-2016シーズンを最後にアジアリーグアイスホッケーからは撤退した。デミョングループは、2016年からデミョンキラーホエールズというチームを創設し、アジアリーグアイスホッケーに参戦した。

## 主な成績
順位()内はリーグ参加チーム数
| 年度    | レギュラーリーグ | レギュラーリーグ | レギュラーリーグ | レギュラーリーグ | レギュラーリーグ | レギュラーリーグ | レギュラーリーグ | レギュラーリーグ | レギュラーリーグ | レギュラーリーグ | レギュラーリーグ | レギュラーリーグ | プレイオフ |
| 年度    | 試合             | 勝利             | 延長勝           | GWS勝            | 引分             | GWS負            | 延長負           | 敗戦             | 得点             | 失点             | 勝点             | 順位             | プレイオフ |
| ------- | ---------------- | ---------------- | ---------------- | ---------------- | ---------------- | ---------------- | ---------------- | ---------------- | ---------------- | ---------------- | ---------------- | ---------------- | ---------- |
| 2013–14 | 42               | 22               | 3                | 1                | --               | 3                | 1                | 12               | 156              | 115              | 78               | 2位(8)           | 準決勝敗退 |
| 2014–15 | 48               | 14               | 3                | 3                | --               | 4                | 0                | 24               | 155              | 199              | 58               | 7位(9)           | --         |
| 2015–16 | 48               | 9                | 1                | 2                | --               | 1                | 2                | 33               | 101              | 191              | 36               | 8位(9)           | --         |